# Emil Ohly (1885–1944)
Emil Carl Wilhelm Ohly (* 8. Juni 1885 in Höchst am Main (heute Frankfurt-Höchst); † 22. November 1944 in Stockholm) war ein deutscher lutherischer Theologe.
Geboren als Sohn des Pfarrers und späteren Generalsuperintendenten Karl Ohly (1860–1919), studierte Ohly Evangelische Theologie. Während seines Studiums wurde er Mitglied beim Verein Deutscher Studenten Berlin. Er wurde 1912 Missionsinspektor bei der Norddeutschen Mission in Bremen. Im Sommer 1917 kam er nach Stockholm, unter anderem um Nathan Söderblom bei der Vorbereitung der 1925 endlich stattfindenden Weltkonferenz für Praktisches Christentum zu unterstützen. Aufgrund seiner schwedischen Sprachkenntnisse (seine Frau Ingeborg Westerström war Schwedin) wurde er am 1. Dezember als Vizepastor bei der deutschen St.-Gertrud-Gemeinde angestellt. Nach dem Tod des Hauptpastors Georg Sterzel im Dezember 1921 wurde Ohly am 23. April 1922 zu seinem Nachfolger gewählt. Bis zu seinem plötzlichen Tod mit 59 Jahren diente er der Gemeinde in schwierigen Zeiten. Er rief unter anderem Gemeindeabende ins Leben, ließ 1924 ein Gemeindeheim bauen und gründete 1925 das Gemeindeblatt, für das er die meisten Beiträge selbst schrieb.
Einer von Ohlys Enkeln (Sohn des Pfarrers Harald Ohly, 1923–2011) ist der frühere Vorsitzende der schwedischen Linkspartei, Lars Ohly. Aufgrund von dessen Äußerungen kam es 2009 zu einer öffentlichen Auseinandersetzung darüber, ob Ohly ein Anhänger oder Gegner des Nationalsozialismus gewesen sei. Diese Frage ist auch in der Forschung umstritten. Während Ingrid Bohn Ohly als Nationalkonservativen einschätzte, der trotz einer vermeintlich unpolitischen Haltung enge Verbindungen zu offiziellen kirchlichen und staatlichen Stellen in Deutschland hielt und die nationalsozialistische Machtergreifung als Beginn einer nationalen Revolution feierte, betonte Birgitta Almgren, Ohly habe sich gegen die heidnische Weltanschauung ausgesprochen und das Hissen der Hakenkreuzflagge auf der Kirche verweigert. Diese Weigerung galt allerdings, wie Bohn schon herausgestellt hatte, nur zeitweise; zwischen 1937 und 1941 wurde die Hakenkreuzflagge an hohen deutschen Feiertagen gehisst.

## Schriften
- Andreas Jakob Spieth der Bibelübersetzer des Ewevolkes. Ein Lebensbild. Verlag der Norddeutschen Missions-Gesellschaft, Bremen 1920.
- Evangelisk och romersk sedlighet. Diakonistyrelsen, Stockholm 1923.
- Lass mich stille vor Dir werden! Predigtverse und kleine Gedichte. N. Andersson, Stockholm 1945.